# 49 Ceti
Désignations
49 Ceti est une étoile de la constellation de la Baleine. D'une magnitude apparente de 5,61, elle est visible à l’œil nu sous un ciel préservé de la pollution lumineuse. D'après les mesures de sa parallaxe réalisées par le satellite Gaia, elle est distante de ∼ 186 a.l. (∼ 57 pc) du Soleil, et elle s'éloigne du Soleil avec une vitesse radiale de +11 km/s.
49 Ceti est une jeune étoile blanche de la séquence principale de type spectral A1V. Elle a été identifiée comme faisant partie de l'Association d'Argus, qui est âgée de 40 millions d'années. L'étoile est deux fois plus massive que le Soleil et elle est 19 fois plus lumineuse que le Soleil. Sa température de surface est de 8 790 K. Elle tourne rapidement sur elle-même, montrant une vitesse de rotation projetée de 196 km/s. Il s'agit d'une étoile solitaire, qui ne possède pas compagnon stellaire connu.
49 Ceti présente un excès d'émission dans l'infrarouge marqué, ce qui est caractéristique de la présence d'un disque de débris orbitant l'étoile. Celui-ci apparaît inhabituellement riche en gaz ; on y a notamment détecté du monoxyde de carbone (CO). Ce gaz pourrait être fourni par des comètes orbitant à l'intérieur du disque qui serait alors similaire à la ceinture de Kuiper du système solaire. Il orbite à une distance de l'étoile qui est comprise entre 80 et 280 ua, avec une densité maximale localisée à une distance de 110 ua.